# Thalita Oliveira
Thalita Oliveira (Santos, 22 de agosto de 1984) é uma jornalista brasileira. Entre 2014 e 2020, apresentou  o Domingo Espetacular, revista eletrônica dominical da Record e de 2020 a 2023, apresentou a edição de sábado do Fala Brasil.

## Biografia
Thalita começou a estudar ballet ainda na infância e, em 2003, participou do concurso "A Nova Loira do Tchan", que visava escolher a substituta de Sheila Mello no grupo É o Tchan. Em 2004 desistiu da dança para cursar a faculdade de jornalismo na Universidade Santa Cecília (Unisanta), em Santos, formando-se em 2007. Começou a carreira na Santa Cecília TV, em Santos. Já no primeiro ano da faculdade entrou na emissora como estagiária e, em seguida, apresentava um quadro de cinema dentro de uma atração local. Ficou outros três anos na emissora, e nos últimos dois anos, apresentava um programa diário. Em 2007 foi para a cidade de Uberlândia, onde foi repórter do MGTV 2.ª Edição da TV Integração. Em 2008, migrou para a TV TEM, onde foi repórter do TEM Notícias 2.ª Edição em Itapetininga e Sorocaba, e em 2009 foi contratada pela Record onde passou a apresentar o bloco de esportes do Fala Brasil, além de comandar o Esporte Fantástico e o Tudo a Ver.
Apresentou em 2011 o Jornal da Record News, ao lado de Heródoto Barbeiro, porém retornou ao esporte do Fala Brasil no mesmo ano. Com a saída de Adriana Reid da Record em agosto de 2013, Thalita assumiu como titular o Fala Brasil por alguns meses. Em 1.º de junho de 2014, estreia como apresentadora titular do Domingo Espetacular, substituindo Fabiana Scaranzi, e formando trio com Paulo Henrique Amorim e Janine Borba, onde ficou até 2020.
Em 27 de junho de 2020, passou a apresentar a edição de sábado do Fala Brasil. Depois, voltou pro Jornal da Record News, ficando até janeiro de 2023 e em 10 de abril, foi demitida da emissora após 14 anos.